# Mario Rigamonti
Mario Rigamonti   (Brescia, 17 de desembre de 1922 - basílica de Superga, 4 de maig de 1949) fou un futbolista italià de la dècada de 1940.
Fou 3 cops internacional amb la selecció de futbol d'Itàlia. Pel que fa a clubs, destacà a Torino FC. Va morir a l'accident aeri de Superga l'any 1949.
L'Stadio Mario Rigamonti de Brescia, la seva ciutat natal, duu el seu nom.